# Sommet spécial du G7 d'août 2021
Le sommet spécial du G7 est une réunion exceptionnelle du groupe des sept entre les dirigeants des sept pays les plus industrialisés et l'Union européenne, le 24 août 2021 à l'initiative du Royaume-Uni et des États-Unis. Le sujet évoqué est celui des évacuations en Afghanistan à la suite de la prise de Kaboul par les Talibans.